# Харемахет
Харемахет, также Хоремахет или Хармахис — древнеегипетский принц и Верховный жрец Амона из XXV династии.

## Биография
Харемахет был сыном фараона Шабаки и, возможно, его жены Табактенамон. Шабака назначил его Верховным жрецом Амона в Фивах, и Харемахет исполнял свои обязанности в правление Тахарки и Тaнутамона. О непосредственном предшественнике Харемахета неизвестно и, возможно, должность оставалась свободной несколько десятилетий. В любом случае, этот некогда влиятельный титул утратил своё значение, уступив Супруге бога Амона — титулу, который во время Харемахета носила Шепенупет II, а затем — Аменирдис I.

Харемахет известен главным образом по статуе, обнаруженной в тайнике Большого храма в Карнаке (ранее выставлялись в Каирском Египетском музее (CG 42204 / JE 38580), ныне — в Нубийском музее в Асуане). На статуе Харемахет назван:
Сын фараона Шабаки, признанный, кто любим им, поверенный фараона Тахарки, признанный, руководитель дворца фараона Верхнего и Нижнего Египта Танутамани, да здравствует он вечно.
Примечательно, что Шабатака, считающийся фараоном между Шабакой и Тахаркой, не упоминается. Эта надпись помогла установить последовательность правителей: Шабатака правил ранее Шабаки, а не наоборот.
После смерти Харемахета его место наследовал его сын Хархеби, который занимал пост Верховного жреца Амона во время Нитокрис I и позже — в правление основателя XXVI династии фараона Псамметиха I.